# Daulate

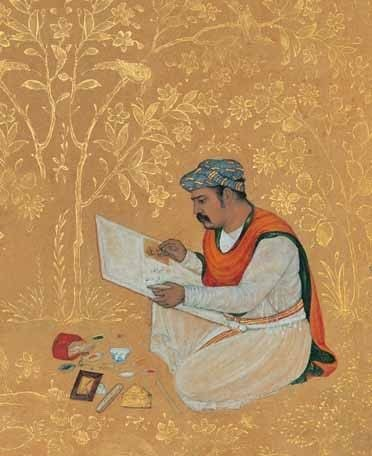
Auto-retrato, c. 1610, do álbum Gulxã, c. 1610, Biblioteca do Palácio do Golestão, Teerão

Maomé Daulate (ou Dawlat ) foi um dos principais artistas da pintura mogol, ativo nas comissões imperiais entre 1595 e 1635-1640,  durante os reinos de Aquebar, Jahangir e Xá Jeã . Ele começou sua carreira pintando grandes cenas narrativas, depois se especializou em retratos,  mas mais tarde em sua carreira parece ter se especializado em bordas altamente ornamentadas para miniaturas. 

## vida e carreira

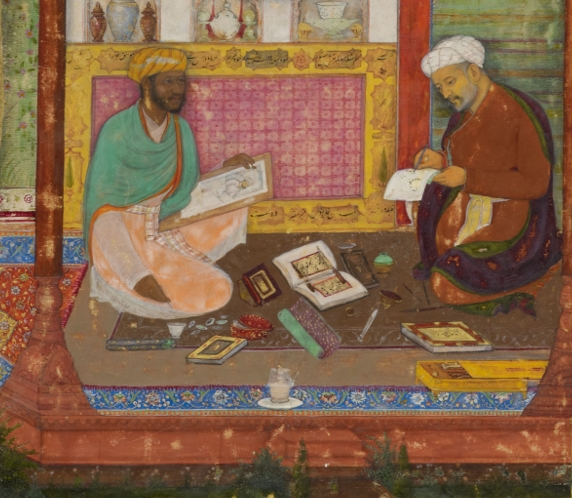
Detalhe da miniatura de colofão adicionada ao Khamsa de Nizami (British Library, Or. 12208) por Daulate, mostrando-o (à esquerda) pintando o calígrafo do manuscrito, Abd al-Rahim.

Seu pai, L'al, serviu na corte imperial, muito provavelmente como um dos muitos artistas da oficina imperial.  Daulate treinou lá e foi ativo como pintor em meados da década de 1590, permanecendo por toda a sua carreira.  Seu irmão Daúde também era um artista, normalmente referido nas inscrições e na história da arte como "Daúde, irmão de Daulate".  Tal como Govardhan, o outro principal especialista em retratos da época e, finalmente, um artista melhor que Daulate, ele foi influenciado por Basawan . 
Projetos importantes de manuscritos nos quais contribuiu na década de 1590 incluem a Biblioteca Britânica Akbarnama (MS Or. 12988, 3 miniaturas), Razmnama disperso de Aquebar e Baburnama em Nova Déli (4 miniaturas).  No século seguinte, ele contribuiu para o Windsor Padshahnama e o Álbum Kevorkian . 
Daulate mostra uma "autoconsciência incomum", mesmo em seus primeiros trabalhos. Existem dois autorretratos identificáveis, ambos feitos a pedido do imperador, bem como retratos de outros colegas artistas, e algumas de suas miniaturas mais significativas contêm pequenas assinaturas escondidas entre os detalhes da pintura, por exemplo, na cintura de um soldado em uma miniatura de Baburnama . Uma assinatura diz "Maomé Daulate, filho de Lal", e em outra ele se descreve como "o menor dos nascidos em casa", indicando que seu pai trabalhava no tribunal. Existem outras "expressões formuladas de humildade" do tipo esperado na corte mogol ; sua inscrição na página do álbum Gulxã com seu autorretrato termina "Escrito por Daulate, humilde, carente e insignificante".  Às vezes, ele faz trocadilhos com o seu nome , que significa "império". 
O estilo de Daulat foi descrito como "distinguido por grupos de figuras volumosas de ombros estreitos e uma paleta brilhante intensificada por acentuados tons de contorno. Seus tipos faciais são bastante individualizados, mas compartilham traços sombrios, bochechas cheias e grandes olhos fixos, os últimos frequentemente direcionados ao espectador. " 
Seu retrato duplo no Khamsa de Nizami (British Library, Or. 12208) foi adicionado ao livro muitos anos depois, a pedido específico de Jahangir, um sinal de honra. O texto é datado de AH 1004 (1595–96 dC) e as principais miniaturas narrativas vêm do mesmo período, enquanto a miniatura de colofão adicionada provavelmente data de 1609–1010. Daulate não parece ter contribuído para as miniaturas originais, embora algumas estejam faltando. O retrato do calígrafo é provavelmente póstumo, embora Daulate o conhecesse quando estivesse vivo.  Esta página seguiu alguns outros manuscritos mogois, dando um colofão pictórico que mostrava dois homens na oficina imperial de livros trabalhando em suas especialidades, caligrafia, desenho ou pintura e, em um caso, preparando uma folha de papel polindo-a (a habitual prática mogol para páginas manuscritas de luxo). 
 

Uma página de Daulate no Álbum Gulxã, um luxuoso muraqqa feito para Jahangir e agora na Biblioteca do Palácio do Golestão, em Teerão, tem amplas bordas douradas, que incluem sete retratos de funcionários da corte, cinco deles mostrados a desenhar, a pintar ou a ler. Um é o auto-retrato de Daulate. A inscrição de Daulate registra que isso também foi feito a pedido específico do imperador.  

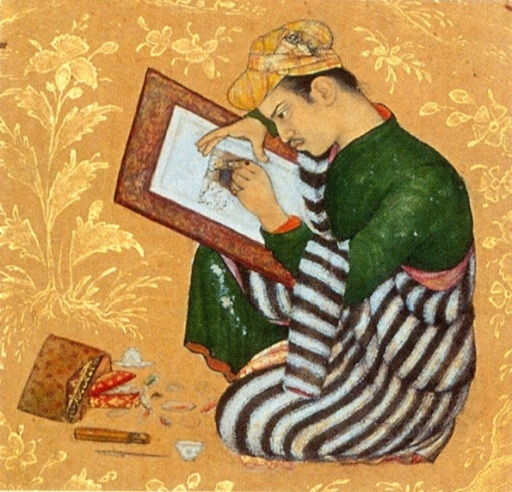
Retrato de Alboácem, do álbum Gulxã, c. 1610, Biblioteca do Palácio do Golestão, Teerão
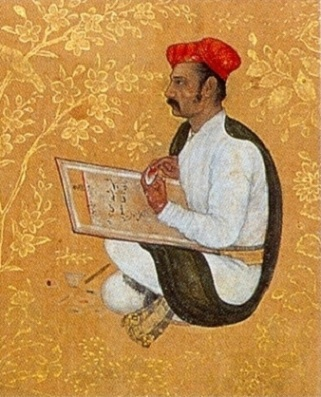
Retrato de Bishandas, c. 1610, da mesma página
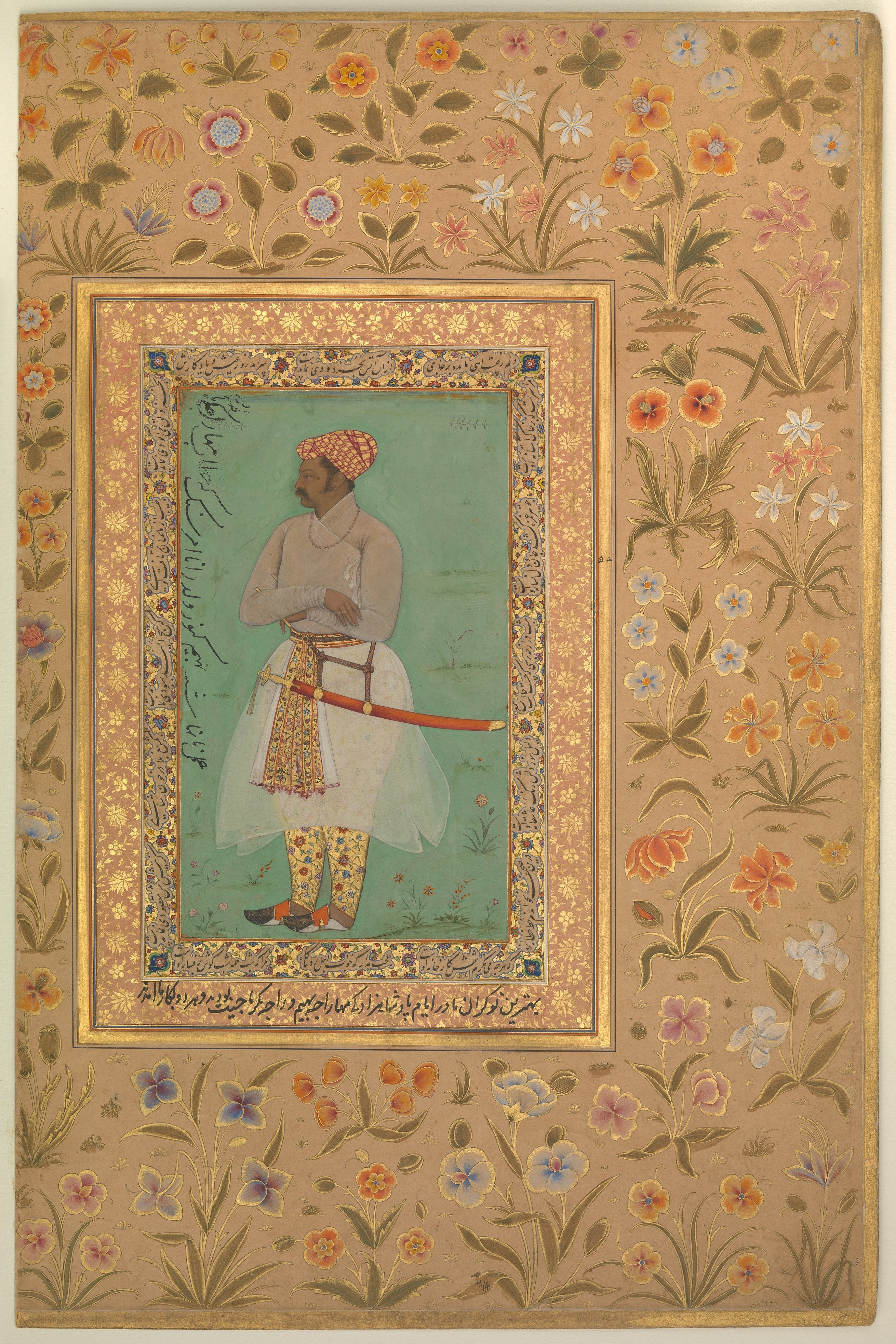
Fronteira de Daulate a um retrato de Nanha do Marajá Bim Canuar, filho de Amar Singue I de Mewar, do Álbum Kevorkian, um muraqqa (álbum), c. 1615-29. Fronteira assinada "o trabalho do escravo do limiar Daulate"
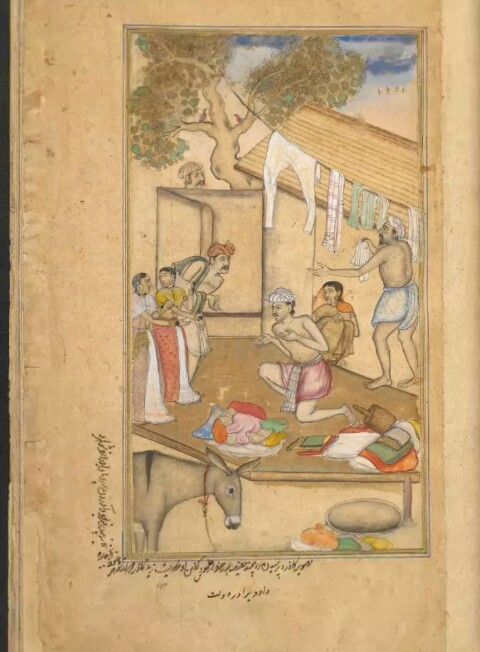
Uma página com a inscrição "Daúde, irmão de Daulate", na Razmnamah (British Library, Or. 12076), c. 1599